# Melody (EP de Never Shout Never)
Melody es el sexto EP de la banda estadounidense Never Shout Never, lanzado el 27 de julio de 2010 exclusivamente en iTunes. El EP contiene dos canciones, «cheatercheaterbestfriendeater» y «Coffee and cigarettes», el audio de una entrevista de Christofer Drew y Butch Vig, diez fotos, la letra de las canciones y el vídeo musical de «Coffee and cigarettes».

## Lista de canciones
| Deluxe single |                                         |          |  |
| N.º           | Título                                  | Duración |  |
| 1.            | «cheatercheaterbestfriendeater»         | 2:57     |  |
| 2.            | «Coffee and cigarettes»                 | 2:04     |  |
| 3.            | «Coffee and cigarettes» (vídeo musical) | 2:06     |  |